# Nile Wilson
Nile Wilson (Leeds, Yorkshire, 17 de enero de 1996) es un gimnasta británico. Ha sido medalla de bronce en barra fija en los Juegos Olímpicos de Río de Janeiro de 2016, subcampeón del mundo por equipos en 2015 y campeón de Europa en barra fija en 2016.

## Vida personal
Nile Wilson nació el 17 de enero de 1996, actualmente vive en Leeds, Yorkshire, Inglaterra con sus padres y hermana.[cita requerida]
Estudió en la escuela Pudsey Grangefield y completó el certificado General de Educación Secundaria (en inglés: General Certificate of Secondary Education o, en sus siglas, GCSE) al mismo tiempo que entrenaba.[cita requerida]

## Carrera

### Carrera juvenil
Nile Wilson entrena en el Leeds Gymnastic Club bajo la tutela de Moussa Hamarni primero, quien le llevó a ser como es hoy en días, y ahora con Dave Murray y Chris Low. Su entrenador nacional es Barry Collie.

Nile fue llamado a participar en el 30 campeonato europeo de gimnasia artística celebrado en Francia 2012 donde consiguió la medalla de oro en equipo. Anteriormente a este campeonato, en 2011 había logrado ser campeón británico en la modalidad de anillas, barra fija y en salto, y plata en barra fija y suelo. 

En el 2013 participa en el Campeonato Olímpico Australiano Juvenil (3oro, 1plata 2bronce) y nuevamente en el campeonato europeo de gimnasia artística juvenil organizado en Utrech(3oro y 1plata). También es llamado para formar parte del grupo juvenil de Gran Bretaña para el Campeonato Europeo de gimnasia 2014 celebrado en Sofia , y en este torneo consigue superar el récord de medallas de oro ganadas por un deportista con un total de cinco medallas de oro (medalla en grupo, individual completo, caballo con arco, paralela y barra fija).
En 2013 fue campeón de anillas y caballo con arcos europeo  y campeón de barra fija y barra paralela en el campeonato Olímpico Juvenil de Australia.